# 40763 Zloch
40763 Zloch este o planetă minoră (asteroid) din centura de asteroizi. A fost descoperită pe 5 octombrie 1999 la Ondřejovská hvězdárna⁠(d) de Peter Kušnirák⁠(d). 
Obiectul prezintă o orbită caracterizată de o semiaxă mare de 3,0429190410484 UAi, o excentricitate de 0,15110296585868, o înclinație de 2,0674728365277 ° în raport cu ecliptica.